# Humankind
Humankind (с англ. — «Человечество») — компьютерная игра в жанре глобальной пошаговой 4X-стратегии, разработанная французской компанией Amplitude Studios. Игра выпущена 17 августа 2021 года для Windows и macOS, издателем выступила Sega.

## Игровой процесс
Игрок проведёт свою цивилизацию через шесть основных эпох человеческого развития, определяя её экспансию, развитие городов, управляя боевыми юнитами на суше и на море, а также взаимодействуя с другими цивилизациями на виртуальной планете, создаваемой методом процедурной генерации в начале каждой новой игры. Отличительной особенностью Humankind является то, что в каждой эре игрок может выбрать одну из десяти основанных на исторических обществах цивилизаций. Этот выбор может дать как бонусы, так и штрафы к создаваемой игроком цивилизации. Существует порядка миллиона различных комбинаций цивилизаций, которые могут в конечном счёте появиться в игре.
Строительство городов в игре аналогично модели Endless Legend: игровой континент поделён на несколько территорий, на каждой из которых возможно возведение только одного города. Со временем поселение можно расширить, добавив фермы и другие здания по добыче близлежащих природных ресурсов вместе с городскими районами. Тем самым закладывается создание крупных мегаполисов на каждой территории. Игроки могут вступать в бой с отрядами противника в формате тактической ролевой игры, учитывающей условия местности и особые способности юнитов. Эти схватки могут длиться только три боевых хода, из-за чего затяжные войны в игровом мире могут длиться несколько лет.
Игрок по мере развития собирает для своей цивилизации ресурсы (влияние, еда, золото, наука, промышленность, слава), которые применяются для ускорения производства, улучшения технологий или торговли с другими культурами. По сравнению с предыдущими играми Amplitude Studios, Humankind добавила новый ресурс — Славу, которую получает та цивилизация, которая изучит определённую технологию или построит чудо света. Слава остаётся постоянной мерой оценки относительного успеха цивилизаций в игре, а также может повлиять на дальнейшие решения в игре. В отличие от игр серии Civilization с многочисленными условиями победы, в Humankind её можно достичь единственным способом — набрав больше всех очков славы после определённого числа ходов. По мере развития игрок будет взаимодействовать с определёнными персонами и событиями, имеющими историческую основу.

## Разработка
Ранее Amplitude Studios выпускала игры в жанре 4X в научно-фантастическом сеттинге Endless, к которому относятся игры Endless Space, Endless Legend и Endless Space 2. Разработчики считают Humankind своим магнум опус и тем, что они хотели создать с самого начала, что стало возможным после приобретения студии игровым издателем Sega.
Официальный анонс состоялся в августе 2019 года на Gamescom.
Изначально выпуск игры был запланирован на 22 апреля 2021 года, однако позже он был перенесён на 17 августа того же года.

## Награды
| Русскоязычные издания | Русскоязычные издания |
| Издание               | Оценка                |
| --------------------- | --------------------- |
| 3DNews                | 9,0/10                |
| Награды               |                       |
| Издание               | Награда               |
| «Игромания»           | Стратегия года        |